# Atelanthera perpusilla
Atelanthera perpusilla är en korsblommig växtart som beskrevs av Joseph Dalton Hooker och Thomas Thomson. Atelanthera perpusilla ingår i släktet Atelanthera och familjen korsblommiga växter. Inga underarter finns listade i Catalogue of Life.